# Toyota 87C
Chronologie des modèles
Toyota 86C Toyota 88C
La Toyota 87C est une voiture de course construite par Toyota destinée à participer au Championnat du monde des voitures de sport, aux 24 Heures du Mans, le Championnat du Japon de sport-prototypes et le Championnat IMSA GT

## Développement

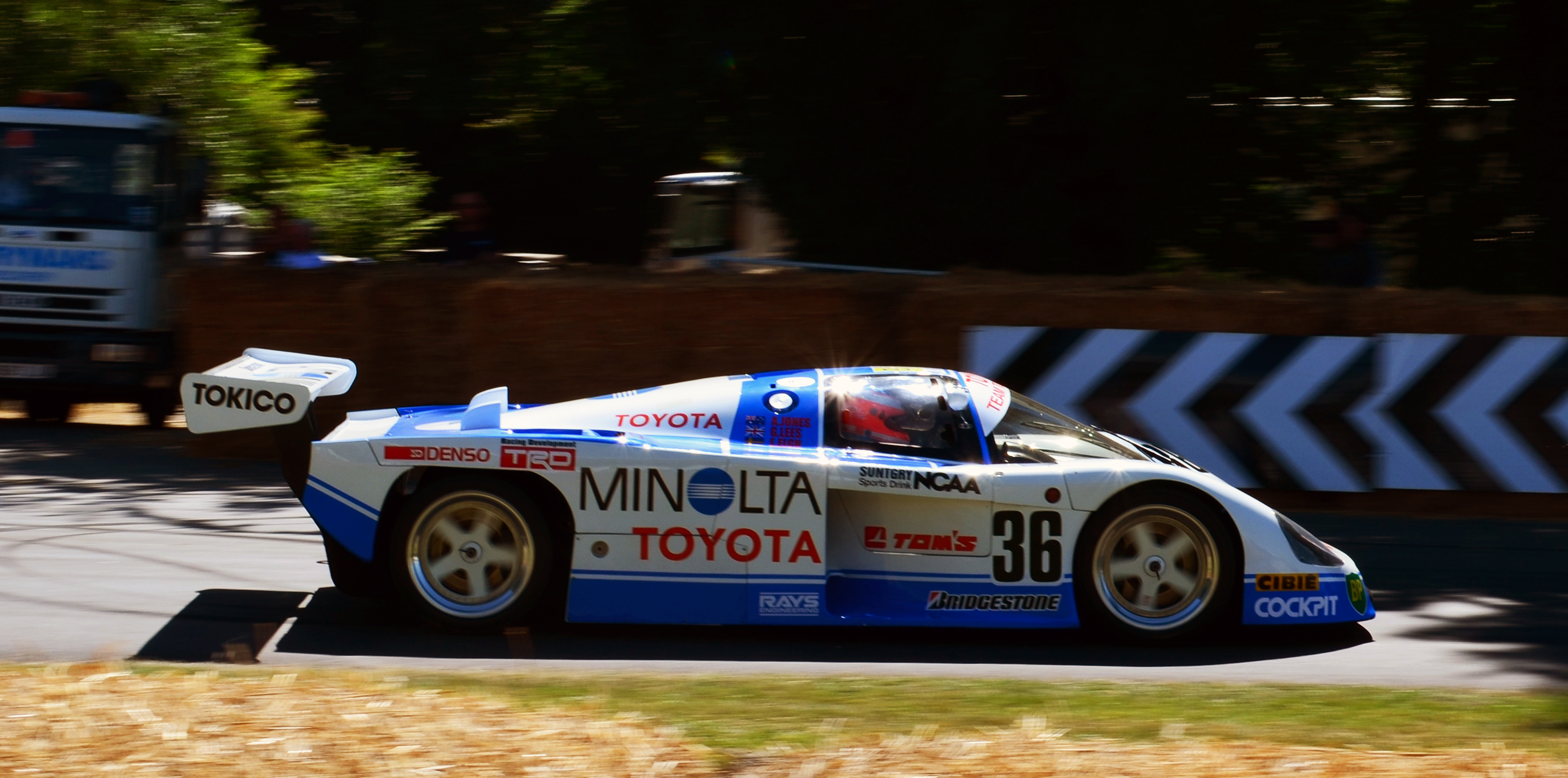
Toyota 87C at Goodwood 2014 001

Au cours des années 1980, le fabricant spécialisé japonais Dome a réalisé une série de voitures Groupe C à moteur Toyota. Avec des participations aux 24 Heures du Mans, ces voitures ont principalement participées au Championnat du Japon de sport-prototypes, avec des succès. À partir de la saison 1987, Toyota a intensifié son implication et à partir de cette année, les voitures ont été officiellement appelées Toyota, même si elles étaient encore construites par Dome

## Résultats sportifs
| Course            | Date          | no | Écurie              | Pilotes                                    | Châssis                     | Classement  |
| Course            | Date          | no | Écurie              | Pilotes                                    | Moteur                      | Classement  |
| ----------------- | ------------- | -- | ------------------- | ------------------------------------------ | --------------------------- | ----------- |
| 24 Heures du Mans | 13 au 14 juin | 36 | / Toyota Team Tom's | Alan Jones Geoff Lees Eje Elgh             | 87C-003                     | Abandon     |
| 24 Heures du Mans | 13 au 14 juin | 36 | / Toyota Team Tom's | Alan Jones Geoff Lees Eje Elgh             | Toyota 3S-GTM 2.1L Turbo I4 | Abandon     |
| 24 Heures du Mans | 13 au 14 juin | 37 | / Toyota Team Tom's | Tiff Needell Masanori Sekiya Kaoru Hoshino | 87C-002                     | Abandon     |
| 24 Heures du Mans | 13 au 14 juin | 37 | / Toyota Team Tom's | Tiff Needell Masanori Sekiya Kaoru Hoshino | Toyota 3S-GTM 2.1L Turbo I4 | Abandon     |
| 1 000 km de Fuji  | 27 septembre  | 36 | / Toyota Team Tom's | Geoff Lees Alan Jones Masanori Sekiya      | ???                         | Abandon     |
| 1 000 km de Fuji  | 27 septembre  | 36 | / Toyota Team Tom's | Geoff Lees Alan Jones Masanori Sekiya      | Toyota 3S-GTM 2.1L Turbo I4 | Abandon     |
| 1 000 km de Fuji  | 27 septembre  | 37 | / Toyota Team Tom's | Nobuhide Tachi Masanori Sekiya             | ???                         | Non partant |
| 1 000 km de Fuji  | 27 septembre  | 37 | / Toyota Team Tom's | Nobuhide Tachi Masanori Sekiya             | Toyota 3S-GTM 2.1L Turbo I4 | Non partant |

| Course           | Date      | no | Écurie                  | Pilotes                             | Châssis                     | Classement |
| Course           | Date      | no | Écurie                  | Pilotes                             | Moteur                      | Classement |
| ---------------- | --------- | -- | ----------------------- | ----------------------------------- | --------------------------- | ---------- |
| 1 000 km de Fuji | 9 octobre | 45 | Auto Beaurex Motorsport | Andrew Gilbert-Scott Steven Andskär | ???                         | Abandon    |
| 1 000 km de Fuji | 9 octobre | 45 | Auto Beaurex Motorsport | Andrew Gilbert-Scott Steven Andskär | Toyota 3S-GTM 2.1L Turbo I4 | Abandon    |